# 오리엔트 급행

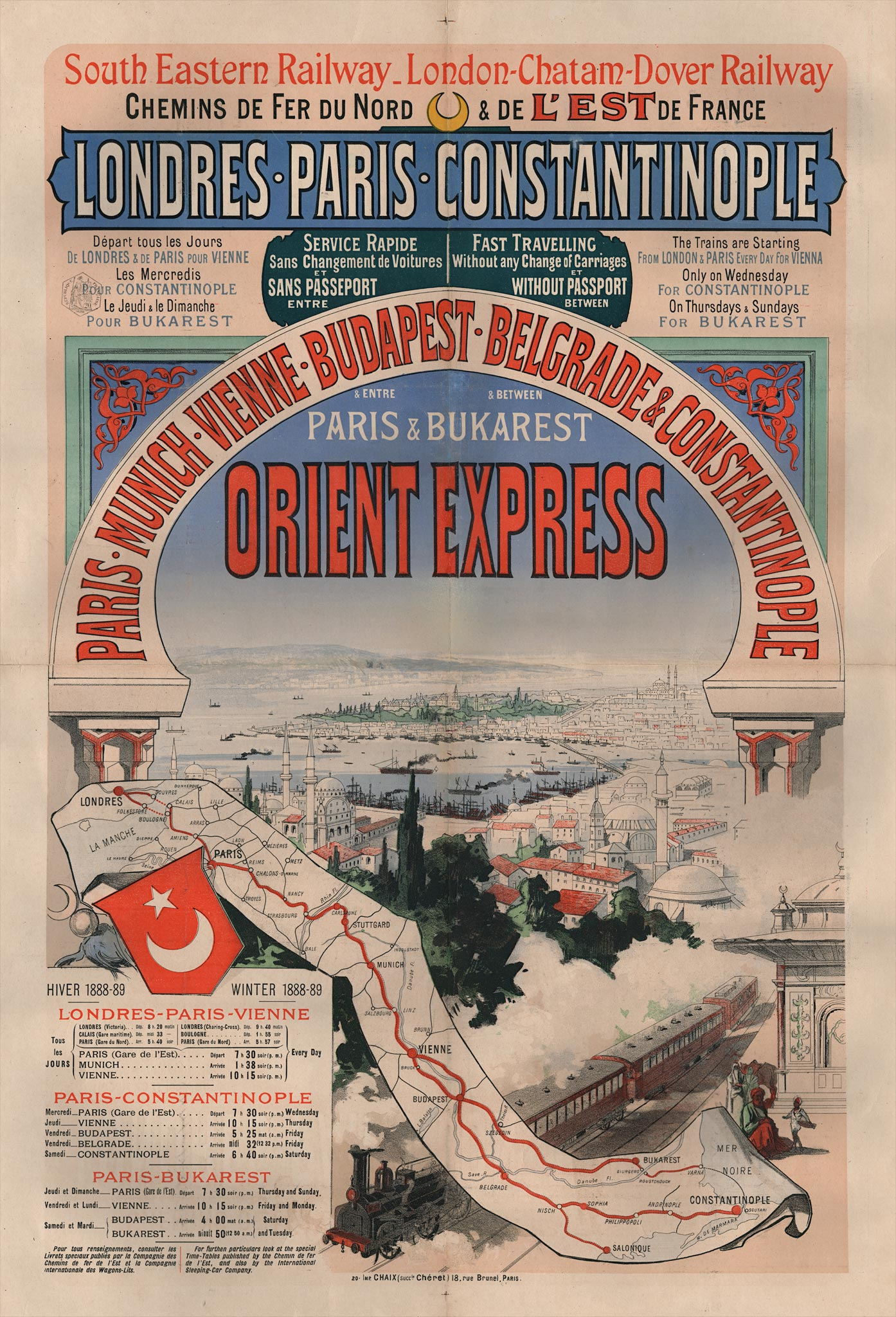
1888-89년 오리엔트 특급의 겨울 운행표를 공시하고 있는 포스터

오리엔트 급행(영어: Orient Express)은 국제 침대차 회사에서 운행하던 장거리 기차였다. 오리엔트 특급은 단지 국제 철도 시설을 의미하는 말이었지만, 곧 호화스러운 여행의 동의어가 되었다. 개통 당시의 종착점은 이스탄불과 파리였다.
1977년부터 오리엔트 특급은 이스탄불을 경유하지 않았다. 2007년 6월 8일까지, 파리에서 빈까지 운행했었고, 이도 스트라스부르에서 빈을 잇는 것으로 축소됐다. 2009년 12월 12일 마지막 운행을 했고, 12월 14일 운행을 중지했다.
애거사 크리스티의 추리 소설 오리엔트 특급 살인의 배경이다.

## 발단
1882년 벨기에의 조르주 나겔마케르가 2,000km 빛나는 호화 기차(Train Eclair de luxe) 여행에 손님들을 초청했다. 기차는 1882년 10월 10일 18시 30분에 파리를 출발했고, 다음날 23시 20분 빈에 도착했다. 1882년 10월 13일 16시 40분 다시 빈을 출발한 기차는 다음날 20시 파리에 도착했다. 기차는 2개의 수하물 차와 총 58개 침대의 침대차, 식당차로 이루어져 있었다.

## 개통

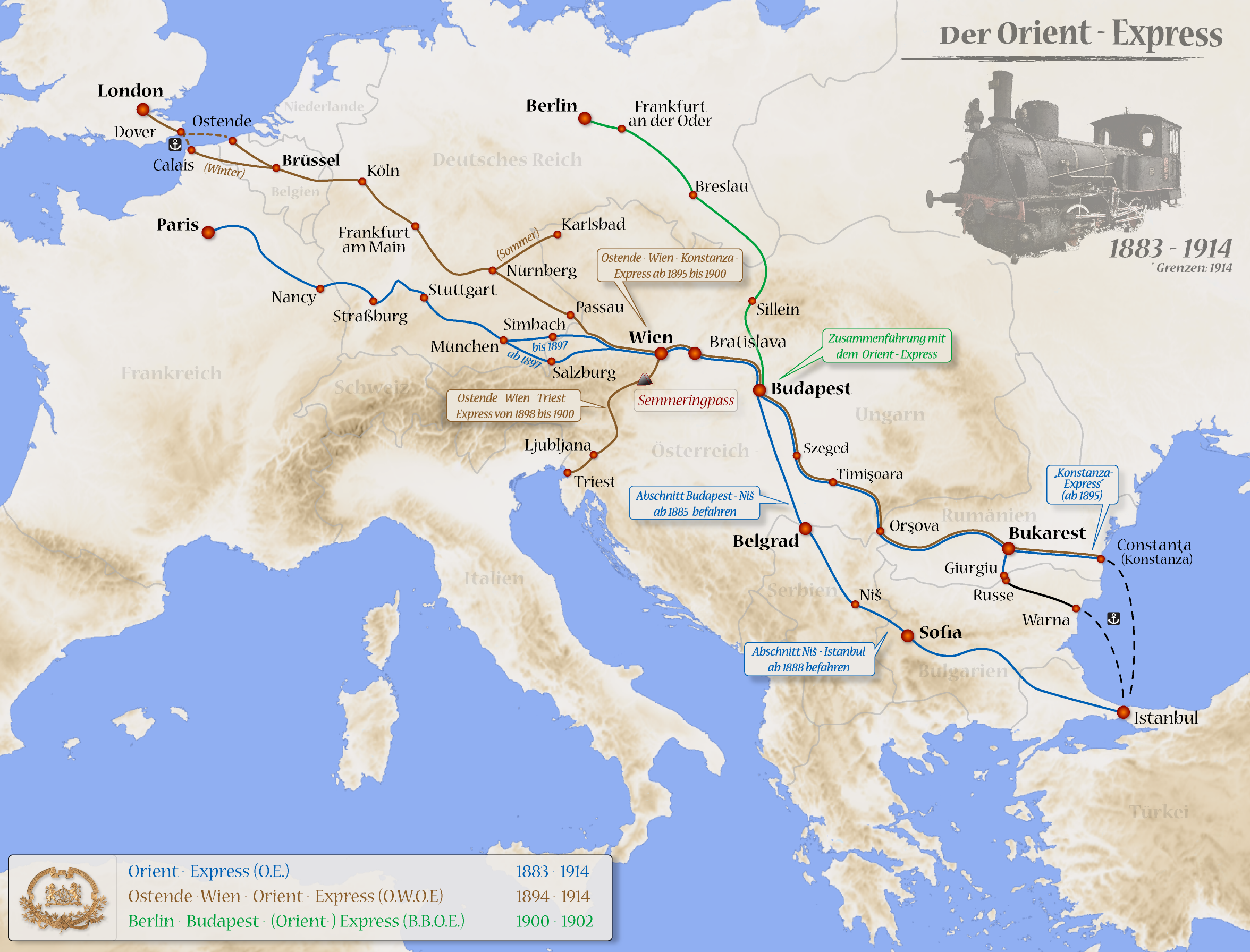
제1차 세계 대전 발발 전의 노선

1883년 6월 5일 첫 기차가 파리를 출발해 빈으로 떠났다. 빈은 1883년 10월 4일까지 종착점으로 남아 있었다. 정식 노선은 1883년 10월 4일 파리를 출발해 루마니아의 지우르지우로 떠났고, 지우르지우에서 다뉴브강을 건너 루세에서 바르나까지 기차로 이동했고 바르나에서 페리를 이용해 이스탄불에 도착했다. 1885년 빈-베오그라드-니시-플로브디프-이스탄불을 잇는 새 노선이 개통됐다.
1889년, 기차의 동쪽 종착점은 이스탄불행 배를 탈수 있던 불가리아의 바르나가 됐다. 1889년 6월 1일 첫 파리-이스탄불 직행 기차가 출발했다. 후로 이스탄불은 1977년 5월 19일까지 동쪽 종착점으로 머물렀다. 페리가 부두에서 종착점까지 보스포루스 해협을 건너 승객들을 날랐다.

## 제1차 세계 대전 후

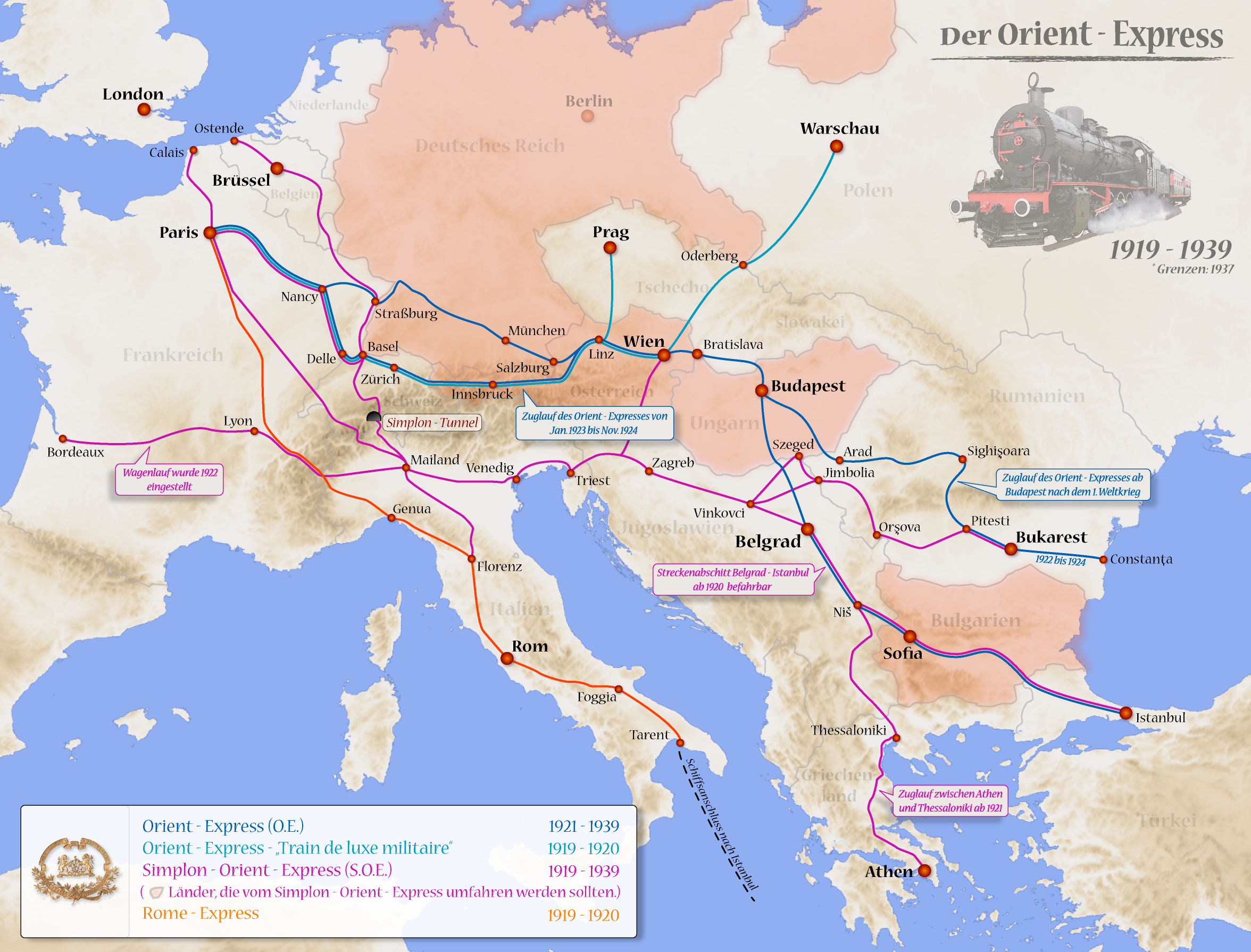
오리엔트 특급(파란색)과 심플론 오리엔트 특급(보라색) 노선

1914년 제1차 세계 대전이 발발해 기차 운행은 중지됐다. 1918년 운행이 재개됐고, 1919년 심플론 터널이 개통되어 더 남쪽의 밀라노와 베네치아, 트리에스테를 지나게 됐다. 이 노선은 전 노선과 함께 운행하며 '심플론 오리엔트 특급'으로 불렸다. 심플론 오리엔트 특급은 곧 파리와 이스탄불을 잇는 주요 철도 노선이 됐다.
1930년대가 되자 오리엔트 특급은 절정에 달했다. 오리엔트 특급과 심플론 오리엔트 특급에 이어 아를베르크 터널을 통과해 취리히에서 인스브루크와 부다페스트를 지나는 아를베르크 오리엔트 특급이 개통됐다.
이 당시, 오리엔트 특급은 편안함과 호화스러움에서 명성을 얻었다. 왕족과 귀족, 외교관, 사업가, 부르주아들이 이 기차를 주로 이용했다. 각각의 오리엔트 특급은 칼레와 파리를 잇는 침대차를 운행해 유럽의 양 끝을 이었다.

## 제2차 세계 대전 후

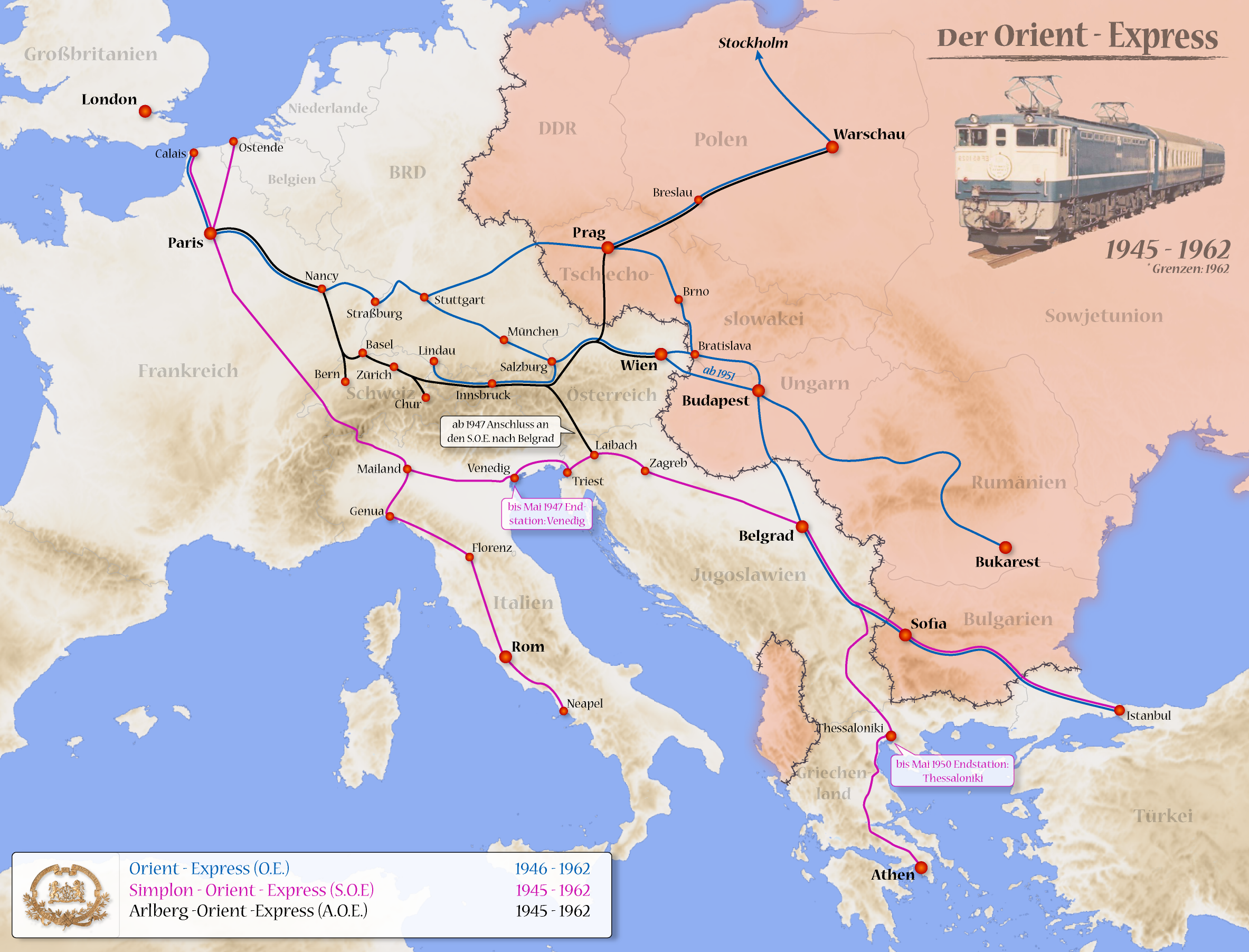
제2차 세계 대전 후의 노선

제2차 세계 대전의 발발로 인해 오리엔트 특급은 운행을 멈출 수 밖에 없었다. 1945년 재운행 전까지 독일의 미트로파사가 발칸반도를 지나는 기차 운행을 했으나, 반군들이 종종 습격을 가해 운행을 멈추었다.
종전 후 유고슬라비아와 그리스의 국경 문제로 인해 아테네행 기차만 운행을 하지 못했고 다른 기차는 운행을 시작했다. 유고슬라비아-그리스 국경은 1951년 다시 열렸으나, 터키-불가리아 국경이 1951년부터 1952년까지 닫혀 이스탄불까지 갈 수 없었다. 철의 장막이 유럽을 갈라놓아 공산주의 국가들은 국제 침대차 회사의 기차를 자국의 기차로 바꿔 운행했다.
1962년 오리엔트 특급과 아를베르크 오리엔트 특급은 운행을 중지했고, 심플론 오리엔트 특급만 남게 됐다. 이는 1962년 느린 운행의 '직행 오리엔트 특급'으로 바뀌었고, 매일 파리를 출발해 베오그라드로 갔고 일주일에 두번 이스탄불행과 아테네행을 운행했다.
1971년 국제 침대차 회사는 침대차 운행에서 손을 땠고, 여러 철도 회사들에게 침대차를 팔거나 임대했다. 1976년 파리-아테네 노선과 1977년 직행 오리엔트 특급은 폐지됐다.
많은 사람들은 직행 오리엔트 특급의 폐지가 오리엔트 특급의 끝이라고 생각했으나, 사실 같은 이름 하에 파리-부다페스트 노선이 존재했다. 2001년까지 지속된 이 노선은 파리-빈으로 축소됐다. 2007년 6월 8일까지 오리엔트 특급이란 이름으로 매일 운행표에 올라왔었으나 2007년 6월 10일 파리-스트라스부르 고속 철도가 개통되어 스트라스부르-빈 노선으로 축소됐다.

## 오늘날
2009년 12월 14일 전까지 파리에 도착하는 TGV의 편리한 연결을 제공했었다.

### EN468-469 오리엔트-특급
2008년 12월 14일 이래로 유로나이트로 빈과 스트라스부르를 잇는 오리엔트-특급이 운행됐다.
EN468-469또한 2009년 12월 운행을 멈췄다.